# 그단스크 폴란드 우체국 박물관
그단스크 폴란드 우체국 박물관(폴란드어: Muzeum Poczty Polskiej w Gdańsku)은 폴란드 포모제주 그단스크에 있는 박물관이다. 1920년년부터 1939년까지 운영되었던 단치히 자유시의 폴란드 우체국에 헌정된 박물관이다. 특히 1939년 9월 1일 단치히 폴란드 우체국 방어전과 관련된 문서와 전시품으로 잘 알려져 있다. 이 박물관은 폴란드 우편국 수호자와 그 가족의 기억을 기리고 애국심을 표현한다.
1979년에 설립된 이 박물관은 2003년까지 브로츠와프 우편 및 통신 박물관의 한 분관이었으며, 현재는 그단스크 박물관의 한 분관이다.